# Johannes Dürr (Skilangläufer)
Johannes Dürr (* 12. März 1987 in Melk) ist ein ehemaliger österreichischer Skilangläufer aus Göstling (Niederösterreich).

## Werdegang

### Von der Junioren-WM 2007 bis zu Olympia 2014
Dürr wurde 2007 bei der Junioren-WM Vierter, bevor er bei der Militär-Skiweltmeisterschaft 2007 in Võru im Einzel über 15 km den 16. Platz und mit dem Team den siebenten Platz erreichte. Im Anschluss daran konnte er allerdings aufgrund diverser Erkrankungen (u. a. Pfeiffersches Drüsenfieber) bis zum Jänner 2013 kein Ergebnis in den Weltcup-Punkterängen aufweisen. Bei der Nordischen Skiweltmeisterschaft 2011 in Oslo erreichte er im Einzel über 50 km den 64. Platz. Bei der österreichischen Meisterschaft 2012 in Bad Ischl gewann er Gold über 10 km klassisch und im Verfolgungsrennen über 10 km. Im Rahmen der Tour de Ski wurde er im Jänner 2013 Achter im 15 km Klassisch-Bewerb. In der anschließenden 9 km Bergverfolgung auf die Alpe Cermis wurde Dürr Vierter und erreichte hiermit sein bestes Weltcup-Ergebnis. In der Gesamtwertung der Tour de Ski belegte Dürr abschließend den 24. Rang. Mit einem achten Platz beim 15 km Freistil-Bewerb in Davos erreichte er am 17. Februar 2013 sein zweites Top-10-Resultat im Weltcup.
Bei den Olympischen Winterspielen 2014 in Sotschi erreichte er im Skiathlon über 2 × 15 km den achten Rang. Nach dem Wettkampf kehrte er für zehn Tage nach Österreich zurück, wo er sich auf den abschließenden Wettbewerb im 50-km-Massenstart am letzten Tag der Spiele vorbereiten wollte.

### Dopingsperre und -enthüllungen
Am 23. Februar 2014 wurde bekannt, dass in einer Probe, die er bei einer Dopingkontrolle in diesem Zeitraum abgegeben hatte, Erythropoetin nachgewiesen wurde. Dürr gestand sofort. Das ÖOC nahm ihn umgehend aus dem österreichischen Olympiateam.
Am 11. Juni 2014 wurde ihm von der FIS rückwirkend eine zweijährige Sperre verhängt. Es wurden dabei alle seine Ergebnisse der Saison 2013/14 gestrichen, darunter auch der dritte Platz bei der Tour de Ski 2013/14. Das Verfahren wegen Dopingbetrugs wurde 2015 diversionell erledigt. Die Probezeit betrug zwei Jahre.
Seit Ablauf seiner Dopingsperre im Jahr 2018 war Dürr wieder aktiv – allerdings nicht auf Weltcup-Ebene. Sein angestrebtes Ziel war eine Teilnahme bei der Nordischen Ski-WM in Seefeld 2019 als Karriereabschluss.
Im Rahmen der TV-Reportage Geheimsache Doping in der ARD räumte er im Januar 2019 mit seiner eigenen Dopingvergangenheit öffentlich auf und legte die Zustände im Österreichischen Skiverband offen, laut denen auch ÖSV-Betreuer an den Dopingpraktiken beteiligt gewesen sein sollen.
Im Zuge einer vom österreichischen Bundeskriminalamt gemeinsam mit der Schwerpunktstaatsanwaltschaft München durchgeführten Dopingrazzia im Rahmen der Nordischen Skiweltmeisterschaft wurden im Februar 2019 in Seefeld und Erfurt fünf Athleten und vier weitere Personen festgenommen.
Laut der Staatsanwaltschaft München waren die Aussagen von Dürr in der ARD-Dokumentation Auslöser für die Dopingermittlungen und diese Razzien.
Wenige Tage nach den Festnahmen in Seefeld und Erfurt wurde auch Dürr in Innsbruck verhaftet. Laut Aussagen der zuvor verhafteten Athleten Dominik Baldauf und Max Hauke soll Dürr den Kontakt zu dem beschuldigten Arzt in Erfurt hergestellt haben.
Dürr gab nun zu, noch bis 2018 Blutdoping betrieben zu haben. Einige Tage später kam er wieder frei. Im September 2019 wurde der Langläufer vom österreichischen Verband als Wiederholungstäter wegen Dopings lebenslänglich gesperrt.
Die lebenslange Sperre wurde durch ein rechtskräftiges Urteil der österreichischen Anti-Doping Rechtskommission (ÖADR) am 10. Oktober 2019 bestätigt. Am 27. Jänner 2020 wurde er wegen Dopings vom Landesgericht Innsbruck zu 15 Monaten auf Bewährung verurteilt.

## Publikationen
- mit Martin Prinz: Der Weg zurück: Eine Sporterzählung. Insel Verlag, Berlin 2019, ISBN 978-3-458-17801-9.